# Degervattnet
Degervattnet är en sjö 40 km nordväst om Boden i Bodens kommun i Norrbotten som ingår i Råneälvens huvudavrinningsområde. Sjön har en area på 14,8 kvadratkilometer och ligger 137 meter över havet. Det milslånga Degervattnet är kommunens största sjö (namnets förled "deger" betyder "stor"). Degervattnet avvattnas österut till Råneälven genom Abramsån. Enda större tillflöde är Djupsjöån från norr.

## Delavrinningsområde
Degervattnet ingår i delavrinningsområde (734965-174999) som SMHI kallar för Utloppet av Degervattnet. Medelhöjden är 164 meter över havet och ytan är 43,87 kvadratkilometer. Räknas de 3 avrinningsområdena uppströms in blir den ackumulerade arean 81,97 kvadratkilometer. Abramsån (Djupsjöån) som avvattnar avrinningsområdet har biflödesordning 2, vilket innebär att vattnet flödar genom totalt 2 vattendrag innan det når havet efter 69 kilometer. Avrinningsområdet består mestadels av skog (59 procent). Avrinningsområdet har 14,91 kvadratkilometer vattenytor vilket ger det en sjöprocent på 34 procent.